# چرخ‌دنده خورشیدی

سامانه‌ای از دنده‌های سیاره‌ای، شامل یک چرخ‌دنده خورشیدی (زرد)، چرخ‌دنده‌های سیاره‌ای (آبی) و حامل (سبز) در داخل یک چرخ‌دنده حلقه‌ای (قرمز).

چرخ‌دنده خورشیدی (انگلیسی: Epicyclic gearing) که با نام چرخ‌دنده سیاره‌ای هم شناخته می‌شود، نوعی سیستم کاهش‌دهنده سرعت است.
اجزا این مجموعه از چرخ‌دنده‌ها را می‌توان به چرخش سیاره‌ها به دور خورشید تشبیه کرد، به‌طوریکه چرخ‌دنده خورشیدی در این ساختار، در نقش خورشید است که در مرکز قرار دارد و چرخ‌دنده‌های دیگر، مثل سیاره‌ها، در حال گردش به دور آن هستند.
این سیستم از دو چرخ‌دنده تشکیل شده که یکی از آن‌ها (چرخ‌دنده سیاره) به دور دیگری (چرخ‌دنده خورشید) می‌چرخد. یک قطعه به نام حامل، مرکز این دو چرخ‌دنده را به هم متصل می‌کند و باعث چرخش چرخ‌دنده سیاره به دور چرخ‌دنده خورشید می‌شود. دندانه‌های این دو چرخ‌دنده طوری طراحی شده‌اند که بدون لغزش روی یکدیگر حرکت کنند. اگر چرخ‌دنده خورشید ثابت باشد، حرکت چرخ‌دنده سیاره یک مسیر منحنی به نام برون‌چرخ‌زاد را ایجاد می‌کند.
در یک نوع از چرخ‌دنده خورشیدی، چرخ‌دنده سیاره در داخل یک چرخ‌دنده حلقه‌ای بزرگ‌تر می‌چرخد. این نوع سامانه، چرخ‌دنده سیاره‌ای نامیده می‌شود. در این سیستم، با ثابت نگه داشتن یکی از اجزا (حامل سیاره‌ای، چرخ‌دنده حلقه‌ای یا چرخ‌دنده خورشید)، می‌توان به سه نسبت دنده مختلف دست یافت. این ویژگی، چرخ‌دنده خورشیدی را به یک سیستم بسیار انعطاف‌پذیر و کاربردی در صنایع مختلف تبدیل می‌کند.

## بررسی اجمالی
چرخ‌دنده‌های برون‌چرخ‌زادی یا چرخ‌دنده‌های سیاره‌ای یک سامانهٔ چرخ‌دنده هستند که شامل یک یا چند چرخ‌دنده بیرونی یا سیاره، یا خارهایی هستند که حول یک چرخ‌دنده مرکزی خورشید یا چرخ خورشید می‌چرخند. معمولاً چرخ‌دنده‌های سیاره روی یک بازوی متحرک یا حامل نصب می‌شوند که خود می‌تواند نسبت به چرخ‌دنده خورشید بچرخد. سامانه‌های چرخ‌دنده برون‌چرخ‌زادی همچنین شامل استفاده از یک چرخ‌دنده حلقه‌ای بیرونی یا حلقه هستند که با چرخ‌دنده‌های سیاره درگیر می‌شود. چرخ‌دنده‌های سیاره‌ای (یا چرخ‌دنده‌های برون‌چرخ‌زادی) معمولاً به عنوان چرخ‌دنده‌های سیاره‌ای ساده یا مرکب طبقه‌بندی می‌شوند. چرخ‌دنده‌های سیاره‌ای ساده دارای یک خورشید، یک حلقه، یک حامل و یک مجموعه سیاره هستند. چرخ‌دنده‌های سیاره‌ای مرکب شامل یک یا چند مورد از سه نوع ساختار زیر هستند: سیاره درگیر (حداقل دو سیاره دیگر در هر قطار سیاره با یکدیگر درگیر هستند)، سیاره پله‌ای (یک اتصال شفت بین دو سیاره در هر قطار سیاره وجود دارد)، و ساختارهای چند مرحله‌ای (دستگاه شامل دو یا چند مجموعه سیاره است). در مقایسه با چرخ‌دنده‌های سیاره‌ای ساده، چرخ‌دنده‌های سیاره‌ای مرکب دارای مزایای نسبت کاهش بزرگ‌تر، نسبت گشتاور به وزن بالاتر و پیکربندی‌های انعطاف‌پذیرتر هستند.
محورهای تمام چرخ‌دنده‌ها معمولاً موازی هستند، اما برای موارد خاص مانند مدادتراش‌ها و دیفرانسیل‌ها، می‌توان آنها را در یک زاویه قرار داد و عناصر چرخ‌دنده مخروطی را معرفی کرد. علاوه بر این، محورهای خورشید، حامل سیاره و حلقه معمولاً هم‌محور هستند.
چرخ‌دنده برون‌چرخ‌زادی نیز موجود است که از یک خورشید، یک حامل و دو سیاره که با یکدیگر درگیر هستند تشکیل شده است. یک سیاره با چرخ‌دنده خورشید درگیر می‌شود، در حالی که سیاره دوم با چرخ‌دنده حلقه درگیر می‌شود. در این حالت، هنگامی که حامل ثابت است، چرخ‌دنده حلقه در همان جهت چرخ‌دنده خورشید می‌چرخد، بنابراین در مقایسه با چرخ‌دنده برون‌چرخ‌زادی استاندارد، جهت معکوس ایجاد می‌کند.

## تاریخچه
حدود ۵۰۰ سال قبل از میلاد، یونانیان ایده برون‌چرخ‌زادها را مطرح کردند؛ دایره‌هایی که بر روی مدارهای دایره‌ای حرکت می‌کنند. با این نظریه، بطلمیوس در کتاب المجسطی در سال ۱۴۸ میلادی توانست مسیرهای سیارات را که در آسمان مشاهده می‌شدند، تقریب بزند. سازوکار آنتیکیترا، در حدود ۸۰ سال قبل از میلاد، دارای چرخ‌دنده‌هایی بود که می‌توانست مسیر بیضی‌شکل ماه را در آسمان به دقت تطبیق دهد و حتی حرکت تقدیمی ۹ ساله آن مسیر را تصحیح کند. (یونانیان حرکتی را که می‌دیدند، نه به صورت بیضی، بلکه به صورت حرکت برون‌چرخ‌زادی تفسیر می‌کردند)
در رساله قرن دوم پس از میلاد، المجسطی، بطلمیوس از فلک تدویر و برون‌چرخ‌زادهای دوار استفاده کرد که چرخ‌دنده‌های برون‌چرخ‌زادی را تشکیل می‌دهند تا حرکات سیارات را پیش‌بینی کنند. پیش‌بینی‌های دقیق حرکت خورشید، ماه و پنج سیاره، عطارد، زهره، مریخ، مشتری و زحل، در سراسر آسمان فرض می‌کرد که هر کدام از آن‌ها مسیری را دنبال می‌کنند که توسط یک نقطه روی چرخ‌دنده سیاره‌ای یک چرخ‌دنده برون‌چرخ‌زادی ترسیم می‌شود. این منحنی برون‌چرخه‌زاد نامیده می‌شود.
چرخ‌دنده برون‌چرخ‌زادی در سازوکار آنتیکیترا، در حدود ۸۰ سال قبل از میلاد، برای تنظیم موقعیت نمایش داده شده ماه برای بیضوی بودن مدار آن و حتی برای تقدیم اوج و حضیض مداری آن استفاده شد. دو چرخ‌دنده روبروی هم حول مراکز کمی متفاوت چرخانده شدند. یکی دیگری را نه با دندانه‌های درگیر، بلکه با یک خار (پین) وارد شده در یک شکاف در دومی به حرکت درمی‌آورد. همان‌طور که شکاف چرخ‌دنده دوم را به حرکت درمی‌آورد، شعاع محرک تغییر می‌کرد، بنابراین سرعت چرخ‌دنده متحرک در هر چرخش افزایش و کاهش می‌یافت.
ریچارد والینگفورد، یک راهب انگلیسی از صومعه سنت آلبانس، بعدها در قرن چهاردهم چرخ‌دنده‌های برون‌چرخ‌زادی را برای یک ساعت نجومی توصیف کرد. در سال ۱۵۸۸، آگوستینو راملی، مهندس نظامی ایتالیایی، چرخ کتاب را اختراع کرد، یک قفسه کتاب عمودی چرخان که شامل چرخ‌دنده برون‌چرخ‌زادی با دو سطح چرخ‌دنده سیاره‌ای برای حفظ جهت‌گیری مناسب کتاب‌ها بود.
ریاضیدان و مهندس فرانسوی، ژرار دزارگ، اولین آسیاب را با دندانه‌های برون‌چرخ‌زادی در حدود سال ۱۶۵۰ طراحی کرد و ساخت.